# Der var engang...
Der var engang... (engelsk: The Fairytaler) er en tegnefilmserie fra 2003. Det er en række tegnefilm der omhandler H.C. Andersens eventyr. I hvert eventyr, fortæller Hans Christian Andersen der spilles af Henrik Koefoed. Forskellige skuespillere lægger stemmer til.

## Eventyr
- Lille Idas blomster
- Prinsessen på ærten
- Kejserens nye klæder
- Den lille havfrue
- Nattergalen
- Fyrtøjet
- Loppen og professoren
- Den grimme ælling
- Snemanden
- Springfyrene
- De vilde svaner
- Gartneren og herskabet
- Suppe på en pølsepind
- Tommelise
- Rejsekammeraten
- Den standhaftige tinsoldat
- Kærestefolkene
- Den gamle gadelygte
- Svinedrengen
- Skarnbassen
- Hvad fatter gør, er altid det rigtige
- Det er ganske vist!
- Ole Lukøje
- Lykkens galocher
- Klods Hans
- Guldskat
- Grantræet
- Snedronningen
- Flaskehalsen
- Den flyvende kuffert

## Stemmer
- Henrik Koefoed – Hans Christian Andersen

### Forskellige stemmer
- Kaya Brüel
- Nicolaj Kopernikus
- Nikolaj Lie Kaas
- Thure Lindhardt
- Klaus Bondam
- Christian Damsgaard
- Jesper Lohmann
- Niels Olsen
- Peter Belli
- Nicolas Bro
- Ditte Gråbøl
- Mette Marckmann
- Thomas Mørk
- Søren Spanning
- Stine Stengade
- Torben Zeller
- Kirsten Olesen
- Søren Fauli
- Lars Hjortshøj
- Dick Kaysø
- Kirsten Lehfeldt
- Sofie Lassen-Kahlke
- Henrik Lykkegaard
- Trine Dyrholm
- Jan Gintberg
- Ann Hjort
- Gordon Kennedy
- Lasse Lunderskov
- Donald Andersen
- Michael Carøe
- Sonja Richter
- Jens Andersen
- Amalie Dollerup
- Mille Hoffmeyer Lehfeldt
- Per Pallesen
- Kurt Ravn
- Andreas Jensen
- Joachim Helvang
- Silas Addington
- Vibeke Dueholm
- Tine Clasen
- Margrethe Koytu
- Tammi Øst
- Malene Schwartz
- John Hahn-Petersen
- Laus Høybye
- Søren Madsen
- Steffen Addington
- Peter Kær
- Line Kruse
- Flemming Quist Møller
- Søren Hauch-Fausbøll
- Sebastian Jessen
- Anne Marie Helger
- Birgitte Raaberg
- Vigga Bro
- Michael Elo
- Søren Byder
- Flemming Jensen
- Sofus Addington
- Birthe Neumann
- Puk Scharbau
- Michelle Bjørn-Andersen
- Pauline Rehné